# 摩卡咖啡

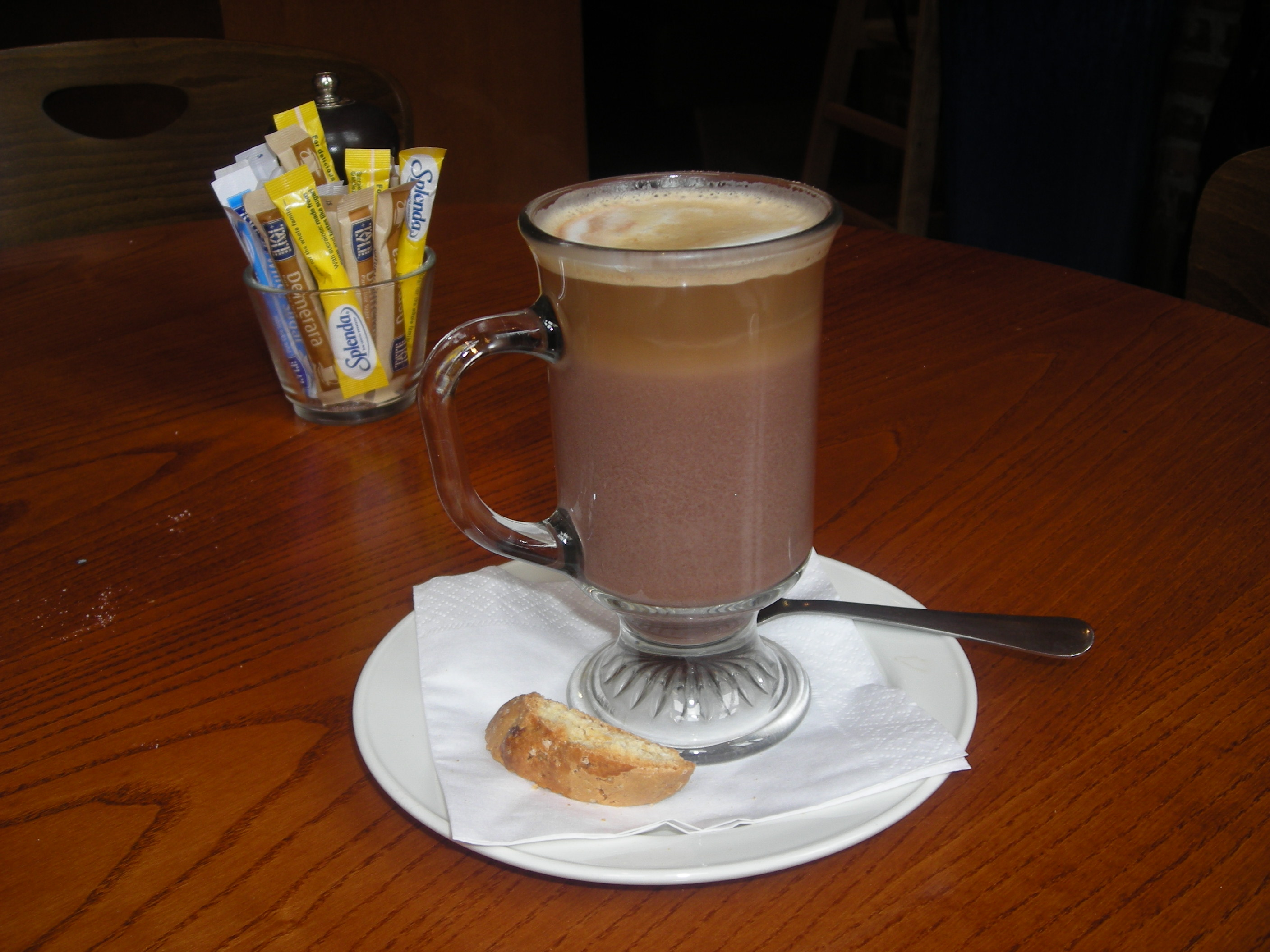
拿鐵咖啡

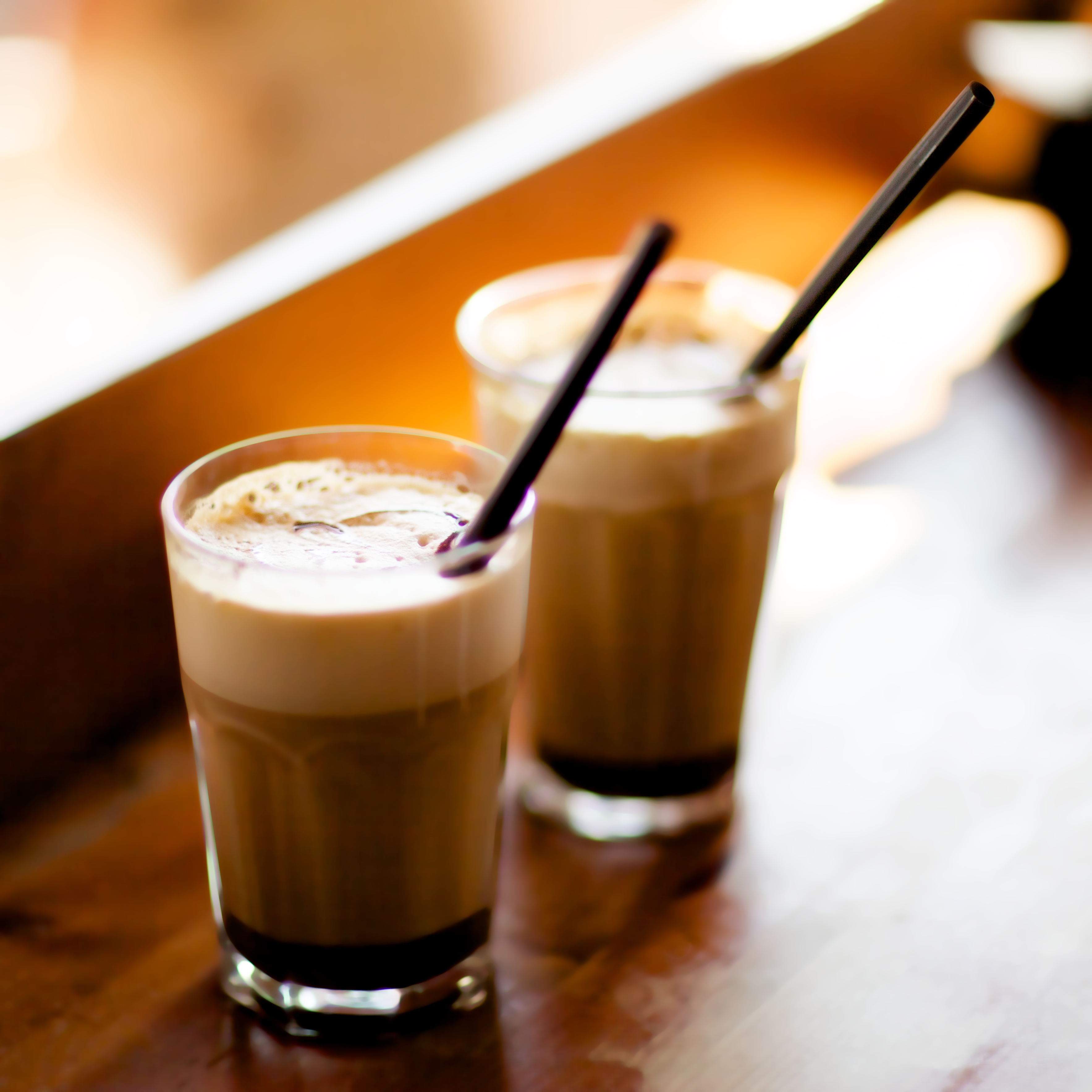

摩卡咖啡（英語：Café Mocha，又名莫加或者摩卡）是意式拿鐵咖啡的變種。和经典的意式拿铁咖啡一樣，它通常是由三分之一的意式特濃咖啡和三分之二的奶沫配成，不過它還會加入少量巧克力。巧克力通常會以巧克力糖漿的形式添加，但某些咖啡售賣系統便會以即溶巧克力粉取代。有時，打发了的忌廉、可可粉，和棉花糖都會加在上面用來加重咖啡的香味和作為裝飾之用。
與意式卡布奇諾相同，摩卡咖啡上面也有牛奶泡沫，不過有些時候會以打發的鮮奶油取代。摩卡咖啡頂上常會加上一些肉桂粉或者可可粉。有時候也會在上面加上棉花糖增加風味或做為裝飾。
有种摩卡的變種是白摩卡咖啡（White Café Mocha），用白巧克力代替牛奶和黑巧克力。除了白摩卡咖啡之外，还有一些变种是用两种巧克力糖浆混合，它们有时被称为“斑马”（Zebras），也有时会被滑稽地叫作“燕尾服摩卡”（Tuxedo Mocha）。
某些歐洲和中東的地方會以摩卡奇诺（Mocaccino）去形容加入了可可或者巧克力的意式拿铁咖啡。在美國摩卡奇诺就是指加入了巧克力的意式卡布奇诺。
摩卡咖啡的名字起源于位在红海海邊的葉門小镇摩卡。這個地方在15世纪時壟斷了咖啡的出口贸易，特別是對阿拉伯半岛区域的咖啡出口贸易影响特别大。
摩卡也是一种“巧克力色”的咖啡豆（来自也门的摩卡），这让人产生了在咖啡混入巧克力的联想，并且发展出巧克力浓缩咖啡饮料。在欧洲，“摩卡咖啡”既可能指这种饮料，也可能仅仅指用摩卡咖啡豆泡出来的咖啡。